# Jean-Pierre Giudicelli
Jean-Pierre Giudicelli (Pau, 20 febbraio 1943 – Aix-en-Provence, 29 aprile 2024) è stato un pentatleta francese.

## Palmarès
In carriera conseguì i seguenti risultati:
- Giochi olimpici:

Città del Messico 1968: bronzo nel pentathlon moderno a squadre.